# Balkova Lhota
Balkova Lhota é uma comuna checa localizada na região da Boêmia do Sul, distrito de Tábor.